# Port Askaig

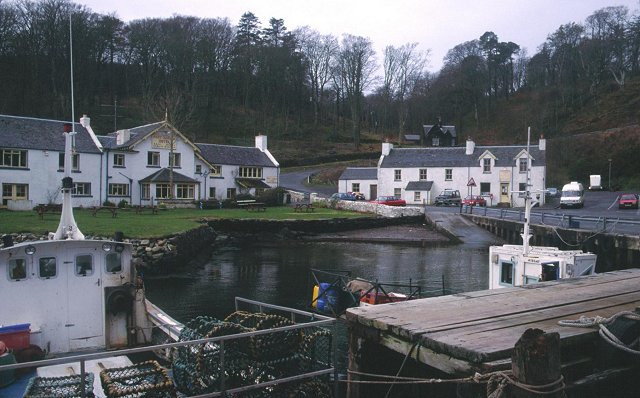
Port Askaig

Port Askaig (gael. Port Asgaig) jest portową wioską na wschodnim wybrzeżu wyspy Islay, w Szkocji. Wspólnie z Port Ellen jako główne porty wyspy, obsługują przeprawę pasażerską na główny ląd. Posiada również stałe połączenia do Feolin na wyspie Jura poprzez cieśninę Sound of Islay oraz raz w tygodniu do Oban. Port Askaig zostało upamiętnione w klasycznym marszu szkockim na  dudy – Leaving Port Askaig.

## Budynki i infrastruktura
Port Askaig zlokalizowany jest na północnym końcu przebiegającej przez Islay drogi A846, która biegnie na południowy zachód w kierunku destylarni Bowmore skręcając dalej na wschód w kierunku destylarni Ardbeg. W miejscowości, oprócz niewielkiej liczby domostw, znajdują się hotel, stacja benzynowa oraz sklep naprzeciwko portu.

## Ratownictwo na Islay
Port Askaig jest bazą dla Islay RNLI (Royal National Lifeboat Institution) – łodzi poszukiwawczo-ratowniczej, która wyzwana jest na akcje od dziesięciu do dwunastu razy w ciągu roku.